# Guerriero giaguaro

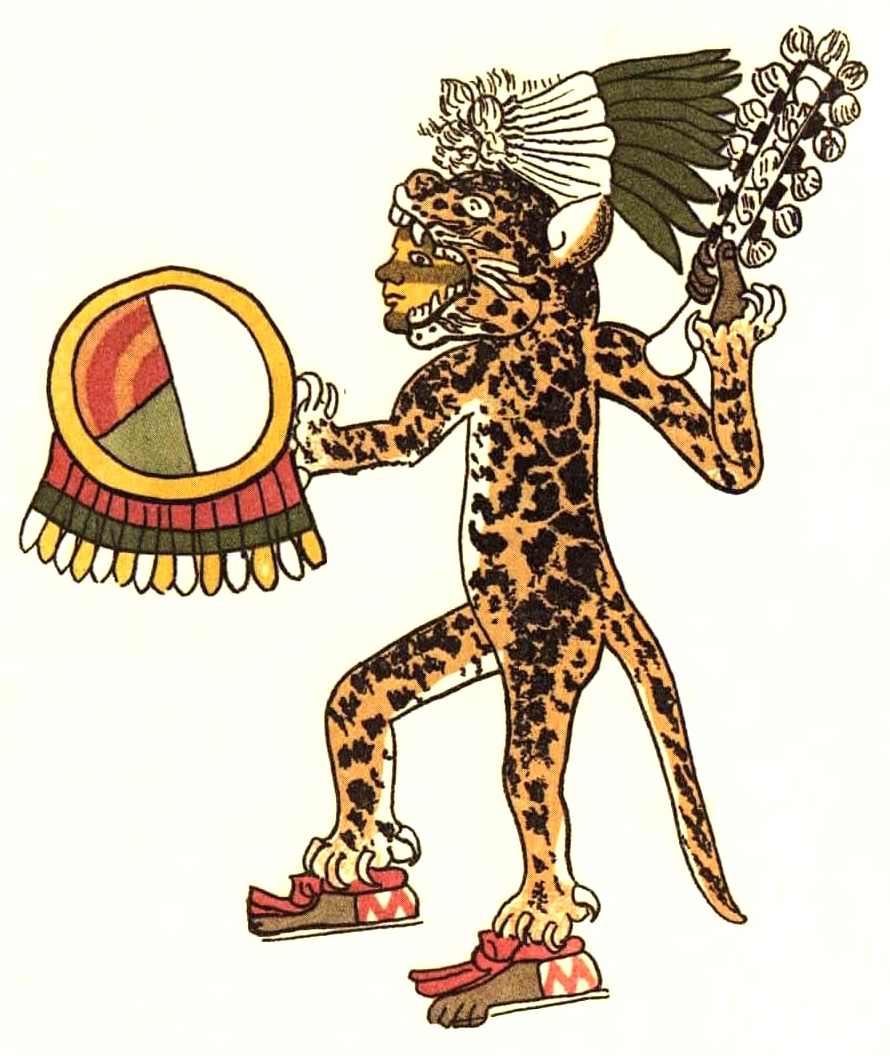
Guerriero giaguaro azteco

I guerrieri giaguaro (Nahuatl: ocēlōtl) erano uno dei due gruppi di guerrieri scelti dell'esercito azteco, insieme ai guerrieri aquila.
I guerrieri giaguaro indossavano una armatura, ichcauipilli, che ricordava le sembianze di un giaguaro, l'elmo era aperto e formava la bocca del giaguaro nel costume.
Erano dotati di una mazza maquahuitl e di uno scudo chimalli.